# Biserica de lemn din Curtea, Timiș

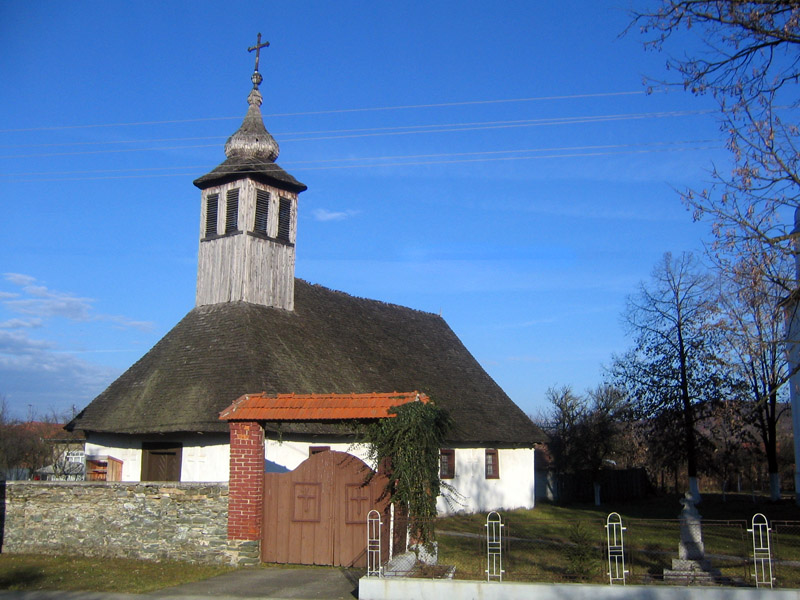
Biserica de lemn din Curtea

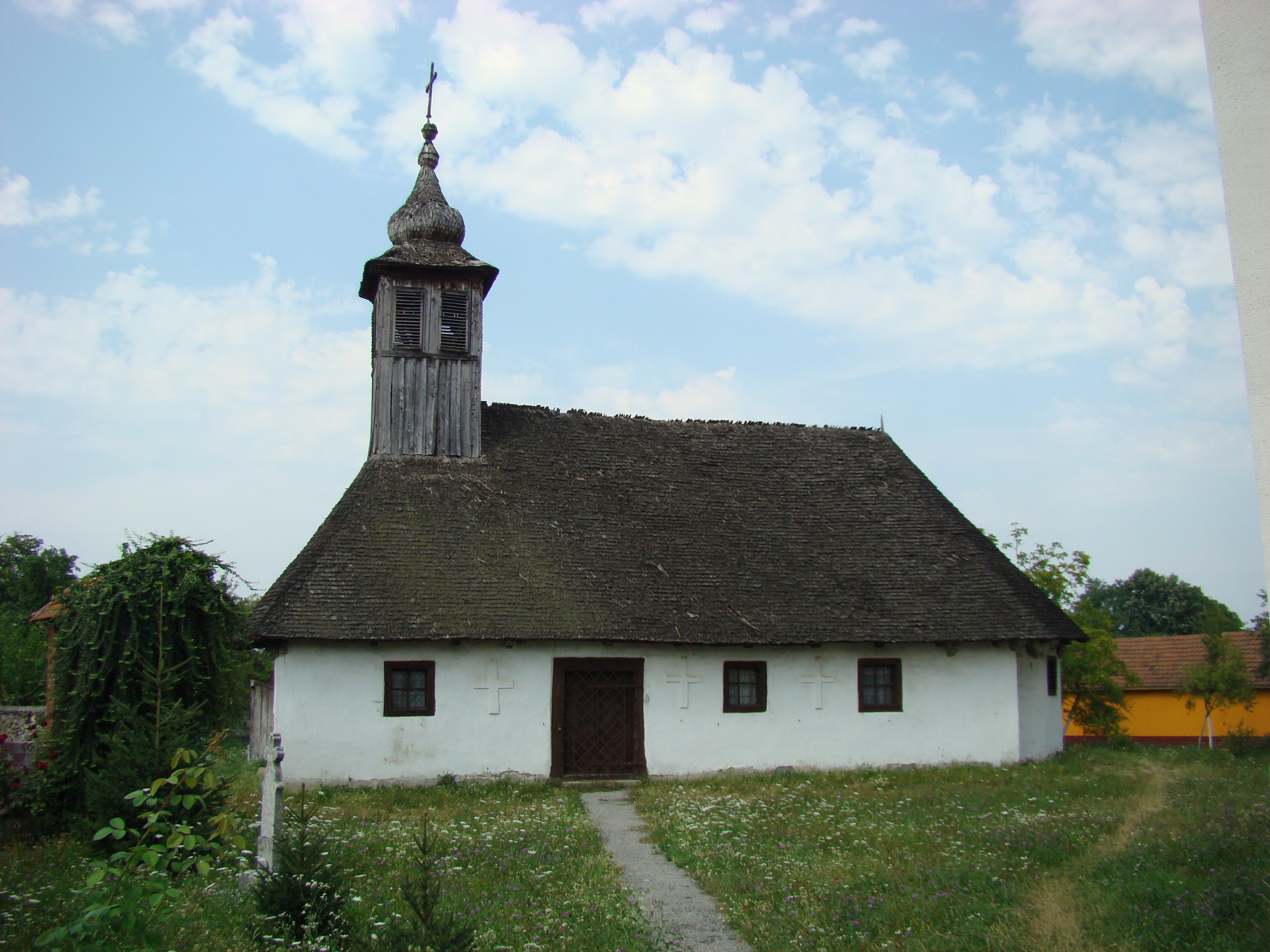
Biserica de lemn „Cuvioasa Paraschiva” din Curtea, judeţul Timiş, foto: august 2009.

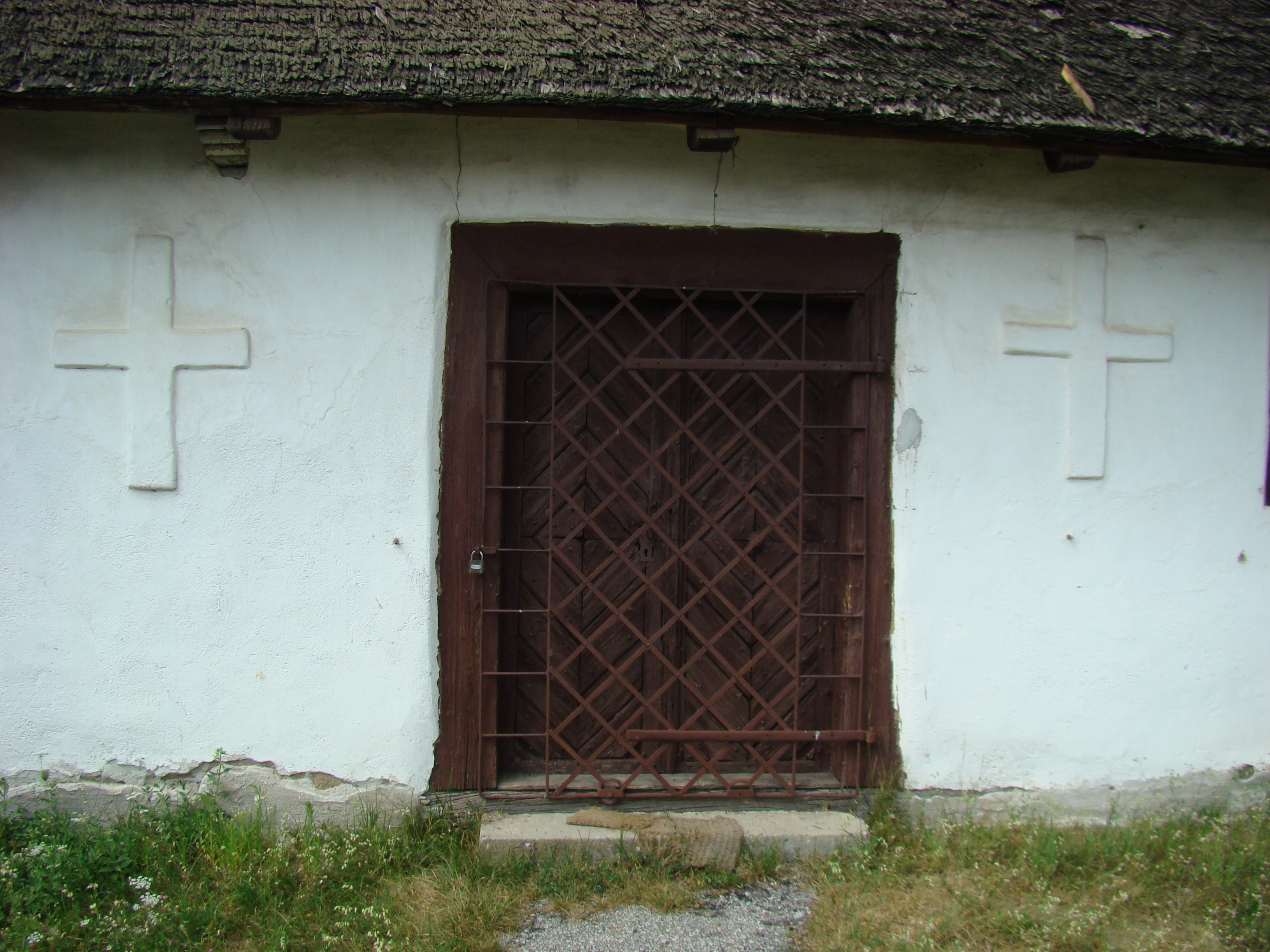
Intrarea și crucile de eroi de pe latura de vest

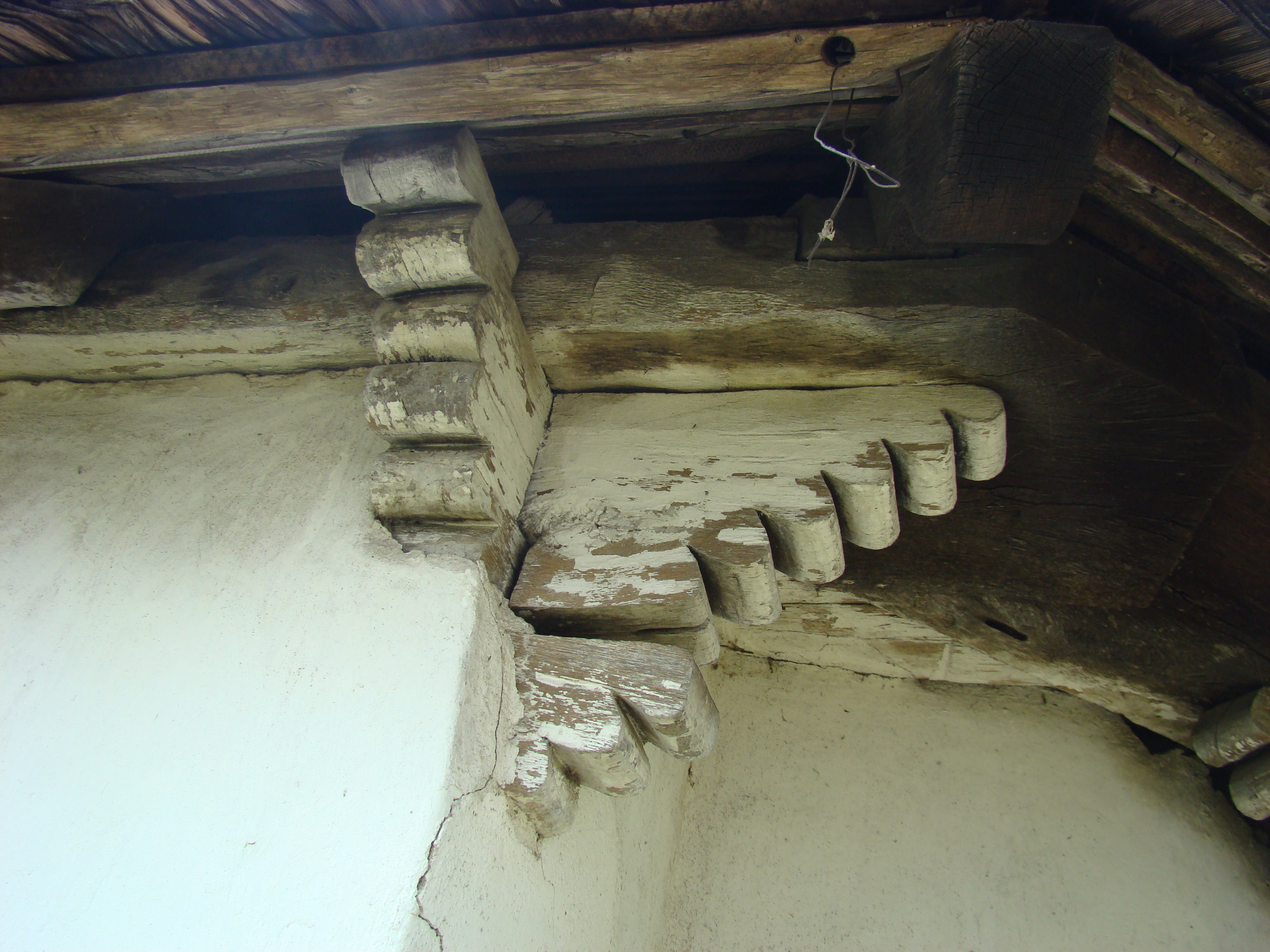
Multiconsole

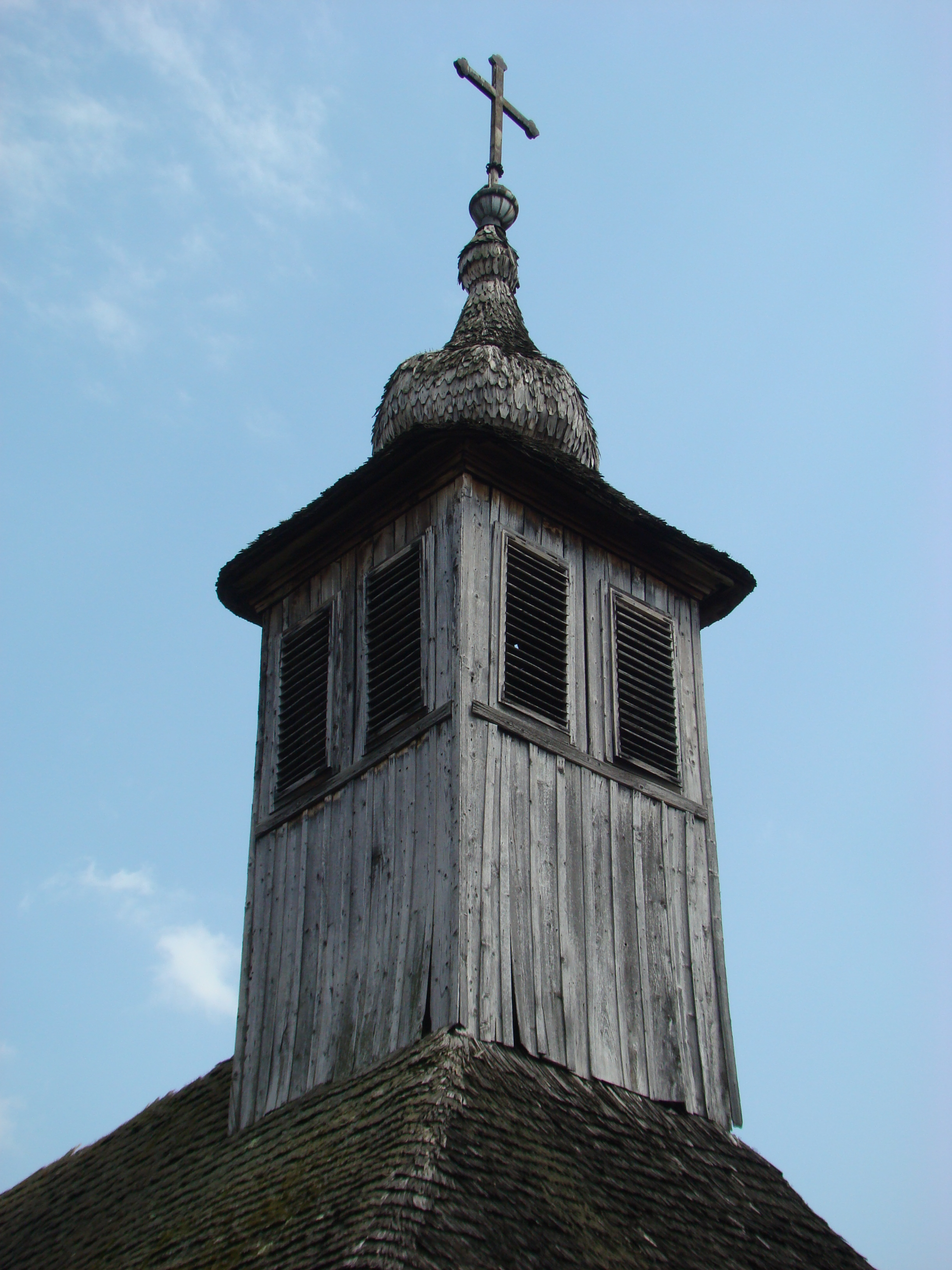
Turnul

Biserica de lemn din Curtea se află în localitatea Curtea din județul Timiș. A fost construită în anul 1794. Are hramul „Sf.Cuvioasă Paraschiva” (14 octombrie). Biserica se află pe noua listă a monumentelor istorice sub codul LMI:  TM-II-m-A-06216.

## Istoric
Situat la circa 12 km sud-est de Făget, aproape de confluența celor două cursuri ale Begheiului: Bega Caldă și Bega Rece, satul Curtea e atestat documentar la începutul veacului al XVI-lea, ca făcând parte din același mare domeniu al cetății Șoimoșului, aflat, la 1517-1518, în proprietatea aceluiași George de Brandemburg. La 1597, principele transilvan Sigismund Báthory îl donează lui Ștefan Török, unul din căpitanii săi. Mai apoi ajunge în proprietatea marelui magnat Ștefan Béthlen, pentru ca, în anul 1658, cetatea Șoimoș dimpreună cu întreg Banatul de Lugoj- Caransebeș să fie ocupată de turci. Conscripția din 1717 pomenește Curtea cu un număr de 50 de case, fiind una din cele mai mari localități din zona Făgetului.
Se pare că vechea vatră a satului era situată la circa doi km mai spre răsărit, unde se mai găsesc urme de locuire: vetre, cioburi de ceramică și unde microtoponimia a păstrat denumirile „Pe la sat", „Dealul Bisericii", „Magazia" etc. Sistematizarea satului impusă de autorități a determinat mutarea vetrei din zona colinară în locul actual, situat în lunca Begheiului, pe un teren plan. Este posibil ca, după mutare, comunitatea să-și fi ridicat o nouă biserică așa cum glăsuiește pisania în chirilică, scrisă cu alb pe fond negru pe grinda tirant ce desparte naosul de pronaos: „.. .Cu ajutorul lui Dumnezeu (s-a făcut) această Sfântă și Apostolească biserică pe vremea înaltului împărat Leopold al III-lea și cu blagoslovenia archer[eului] nostru Petroviciu și cu osteneala satului la anul 1794..."
În tindă, deasupra intrării femeilor o altă pisanie, tot în chirilică, de data aceasta cu vopsea neagră pe fond alb, se referă la pictura monumentului: „Zugrăvitusau această Sfântă biserică pe vremea înălțatului împărat Franțiscus al doilea și cu blagoslovenia arhiepiscopului Ștefan Avocumovici. S-au început a se zugrăvi la anul 1804 și s-au sfârșit la anul 1806, în luna lui decembrie, în 19".
Lăcașul din Curtea, cu hramul „Cuvioasa Paraschiva", este cea mai spațioasă biserică de lemn păstrată în Banat: lungimea 18,60 m, lățimea 7,20 m, raza altarului 5,10 m, înălțimea pereților perimetrali 3,10 m, înălțimea până la apexul bolții 5,20 m, înălțimea turnului 9,50 m. Fundația edificiului este făcută din piatră de carieră și are un soclu scund de 0,20 m din același material, peste care sunt așezate tălpile. Pereții din bârne de gorun, construiți în sistemul „în căței", sunt tencuiți la exterior, iar la interior sunt placați cu scânduri de stejar. Pereții de vest și sud imită în relief de tencuială crucile de eroi tipice monumentelor de lemn.
La cunună, îmbinările realizează cele mai mari și mai frumoase multiconsole, adevărate aripi ale edificiului. Turnul de pe pronaos are baza prismatică mult alungită, este acoperit cu un trunchi de piramidă răsturnat, având muchiile teșite, pentru a asigura trecerea de la pătrat la cerc, adică la baza bulbului în formă de pară. Învelitoarea acoperișului este din șindrilă la fel și vârful turnului, pentru care s-au fasonat special șindrile, tăiate în forme romboidale. Pavimentul interior este executat din scânduri, dar lateral, sub strane și scaune, a fost placat cu cărămidă.
Ansamblul pictural ce decorează altarul, iconostasul, bolta naosului, precum și pereții pronaosului - unde pictura este foarte deteriorată - a fost atribuit pictorului lugojan Petru Nicolici. Aceasta, mai ales datorită analogiilor cu biserica din Poieni, unde artistul se va semna, dar și unei însemnări păstrate pe icoana Maicii Domnului de pe iconostas: Petre Zugrav. Artistul respectă doar schema iconografică tradițională și adoptă și elemente baroce și chiar neoclasice uneori prea încărcate. Cercetătoarea dr. Rodica Vârtaciu consideră că, prin lucrarea de la Curtea, Petru Nicolici este primul zugrav ce rupe canoanele tradiționale aducând în prim plan noutățile artistice ale epocii.
Pe o cruce de lemn, păstrată în altar, apare pe postament inscripția în chirilică: „Această cruce s-a făcut Sfintei Biserici la Curtea prin îndrumarea preacinstitului domn Petru de Atanasievici, proto-vesbiterul Făgetului la anul 1820". Iar mai jos, tot cu chirilice: "Lazăr Gherdanovici, zugrav din Lugoj, 1820".
Biserica de lemn din Curtea posedă încă un bogat inventar liturgic, deși o parte - mai ales cărți de cult - a fost trecut în noua biserică, terminată la 1937.

## Imagini

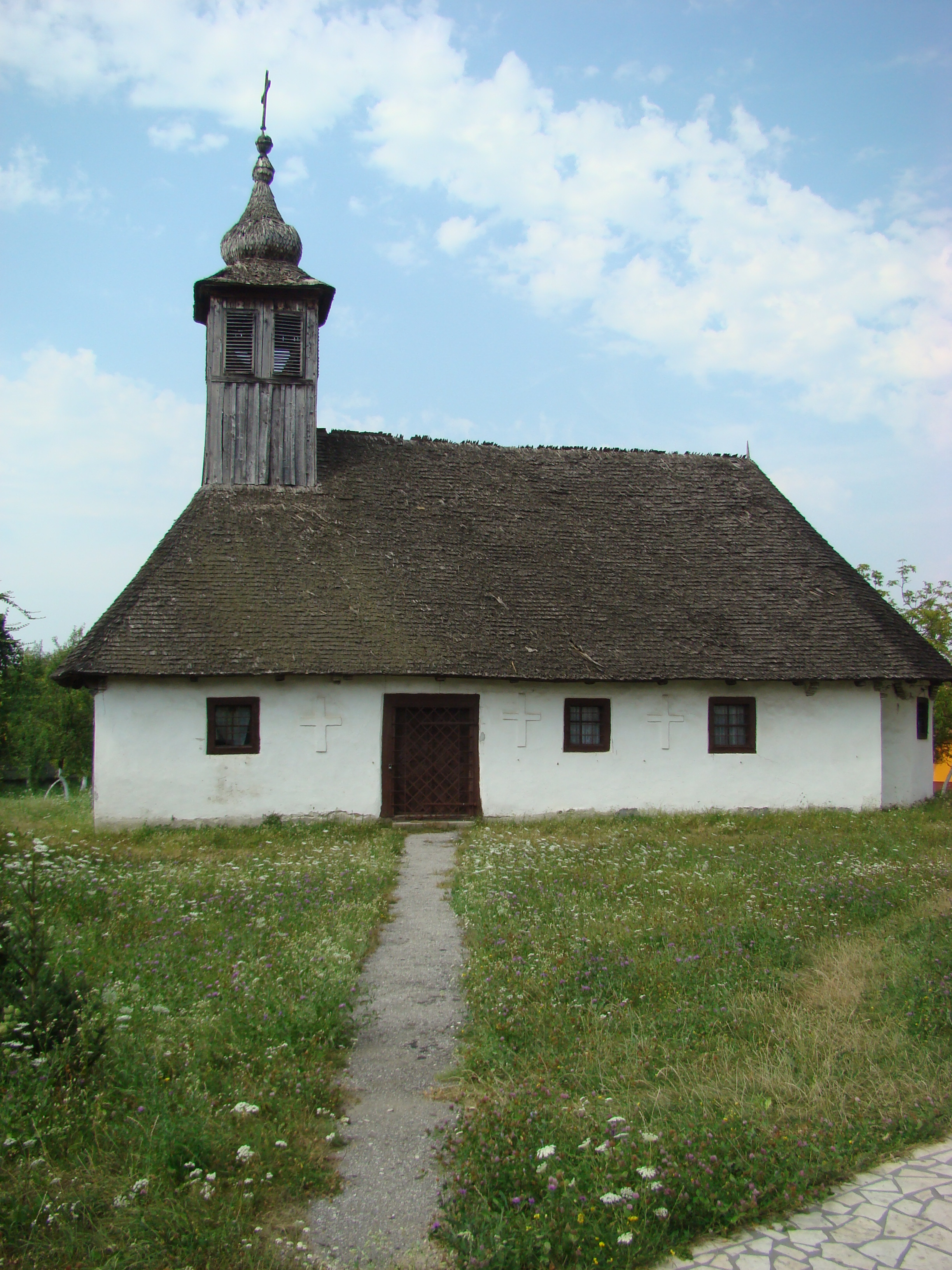
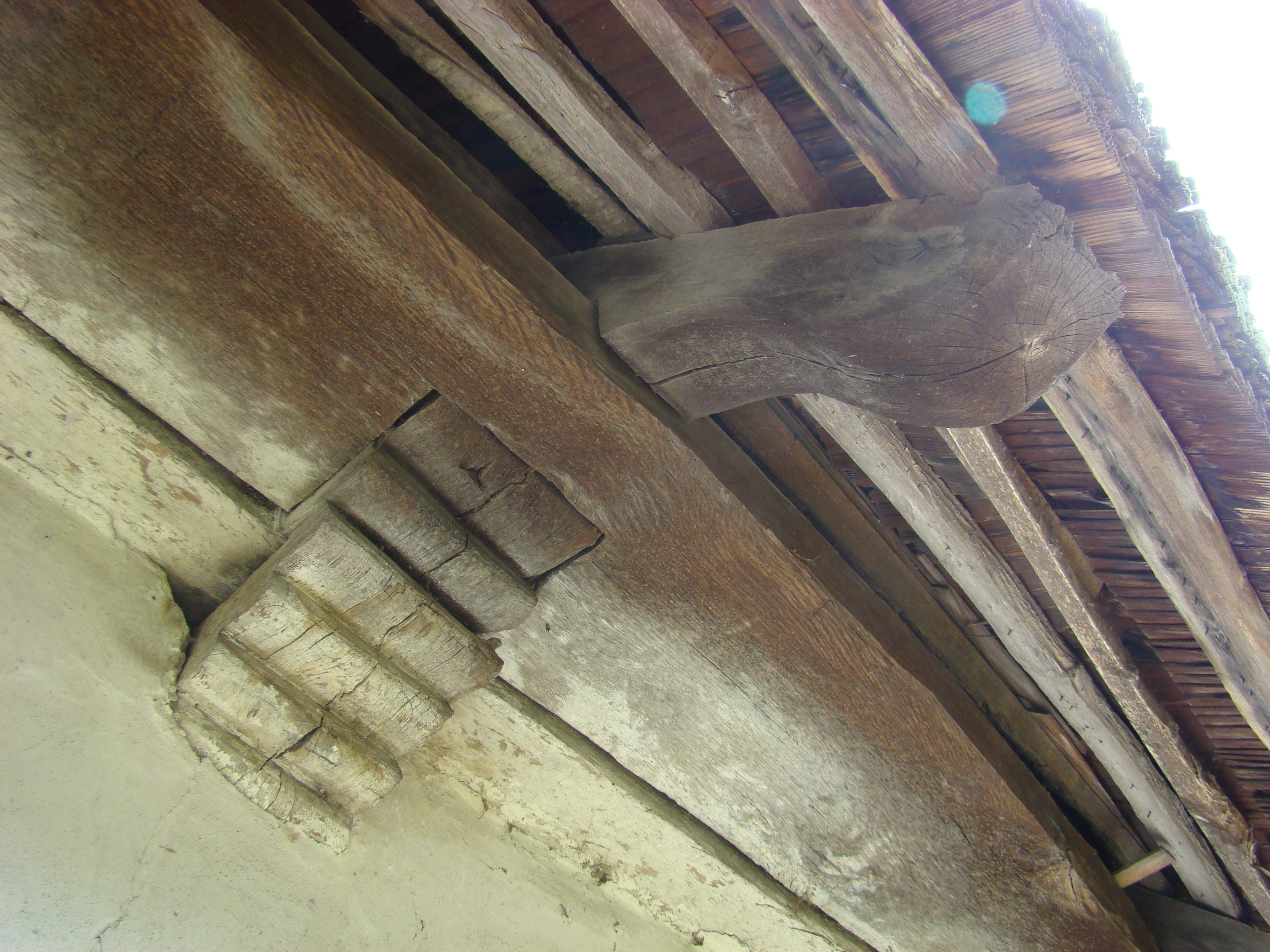
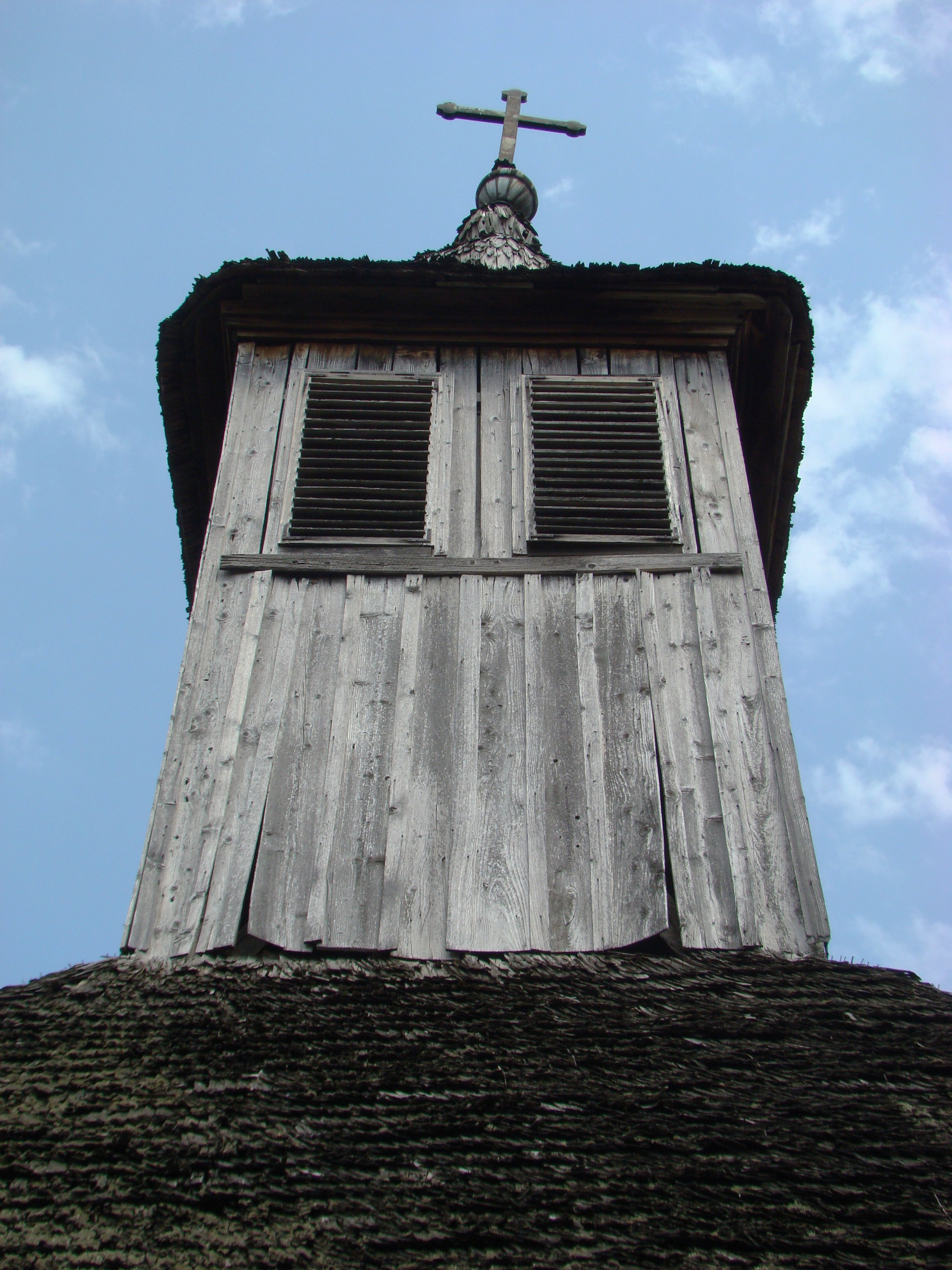
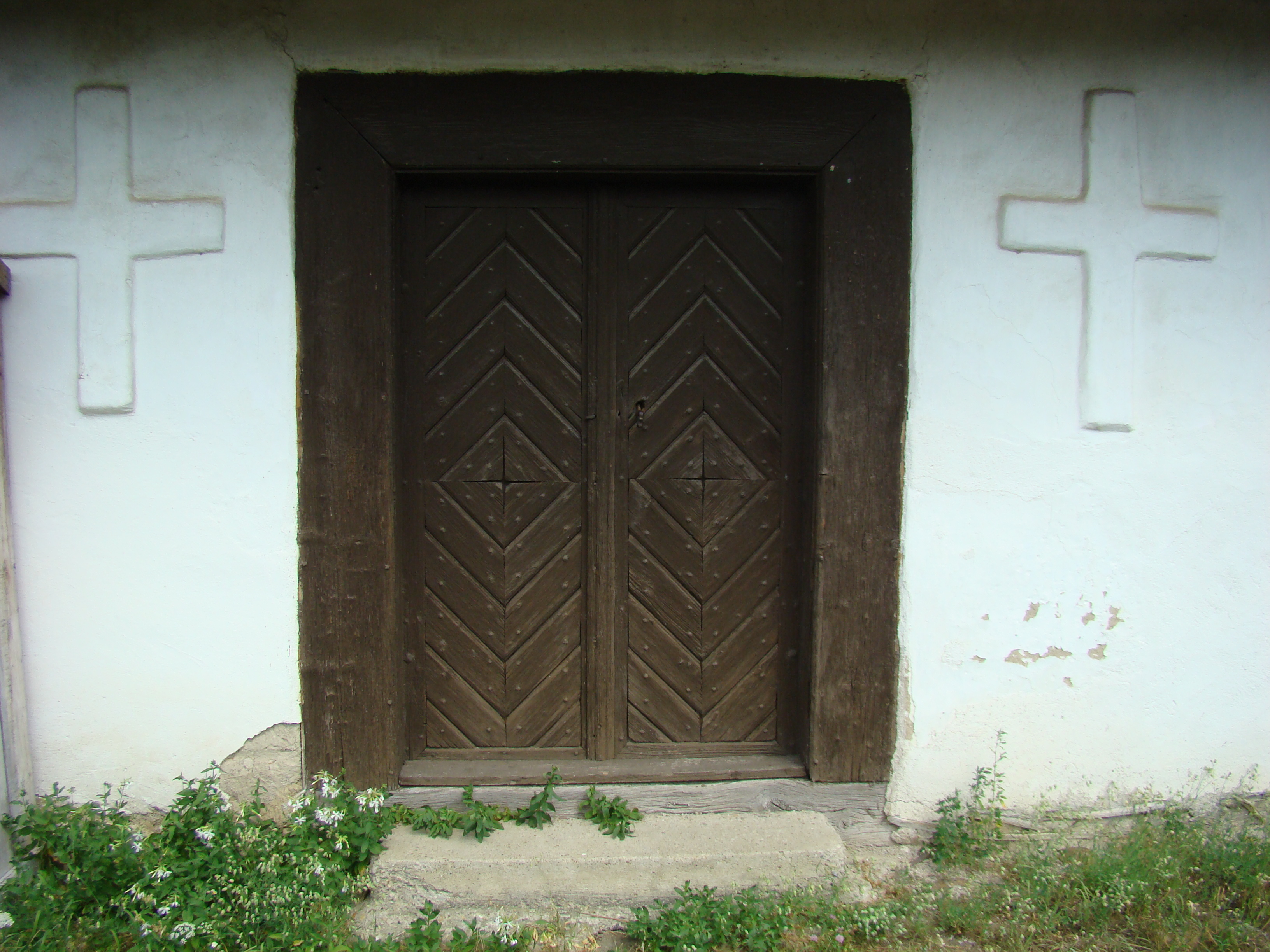
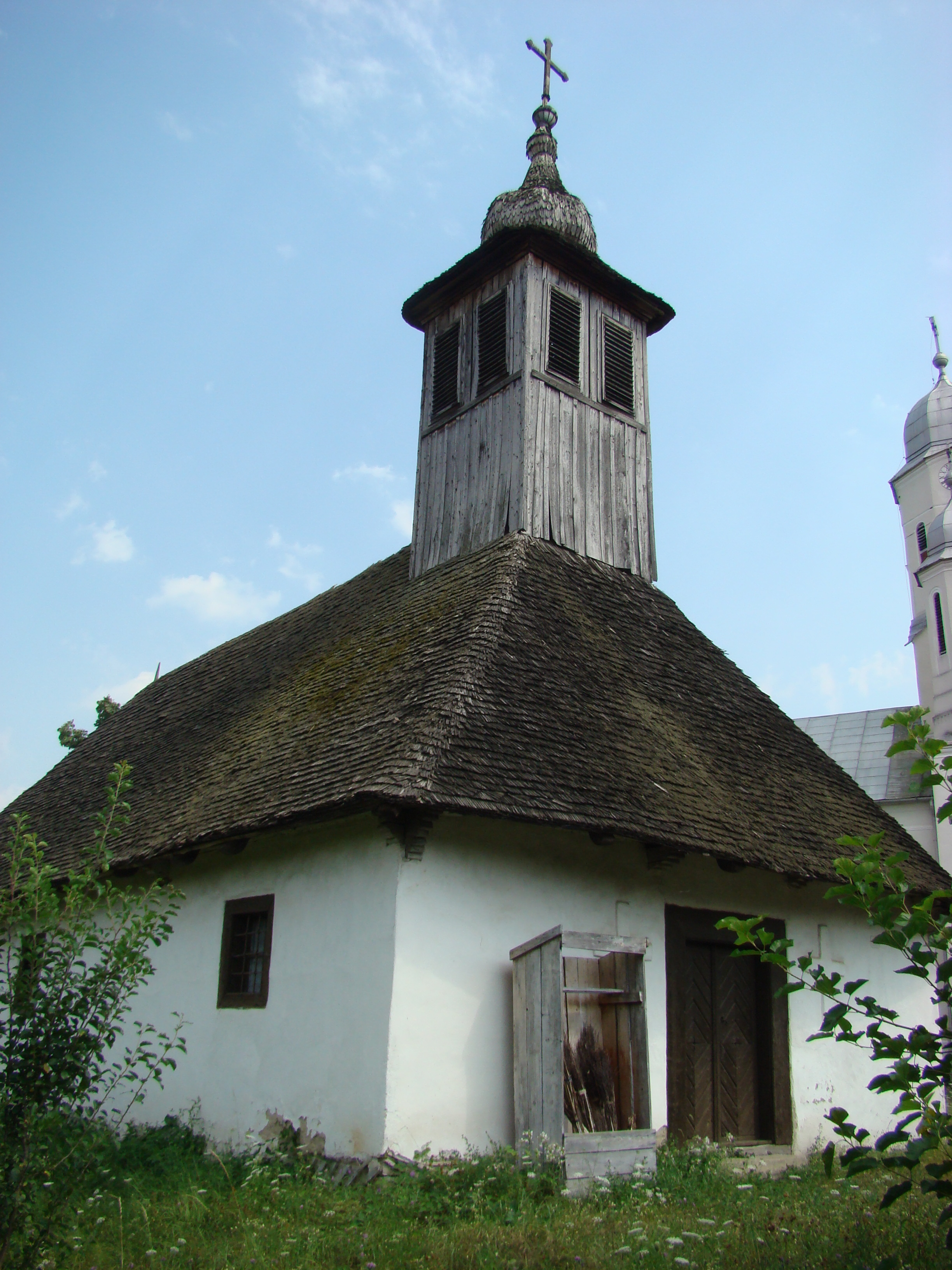
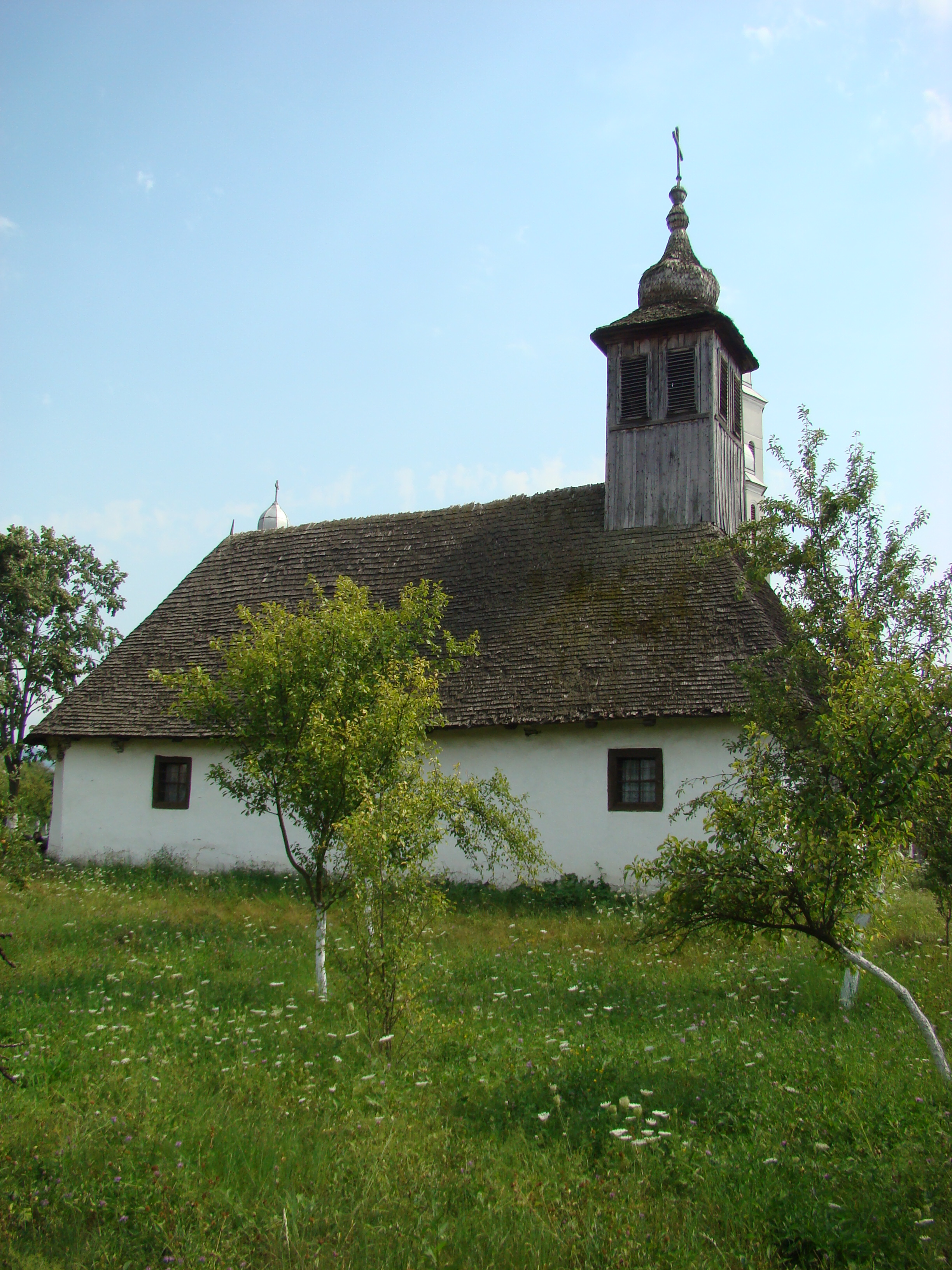
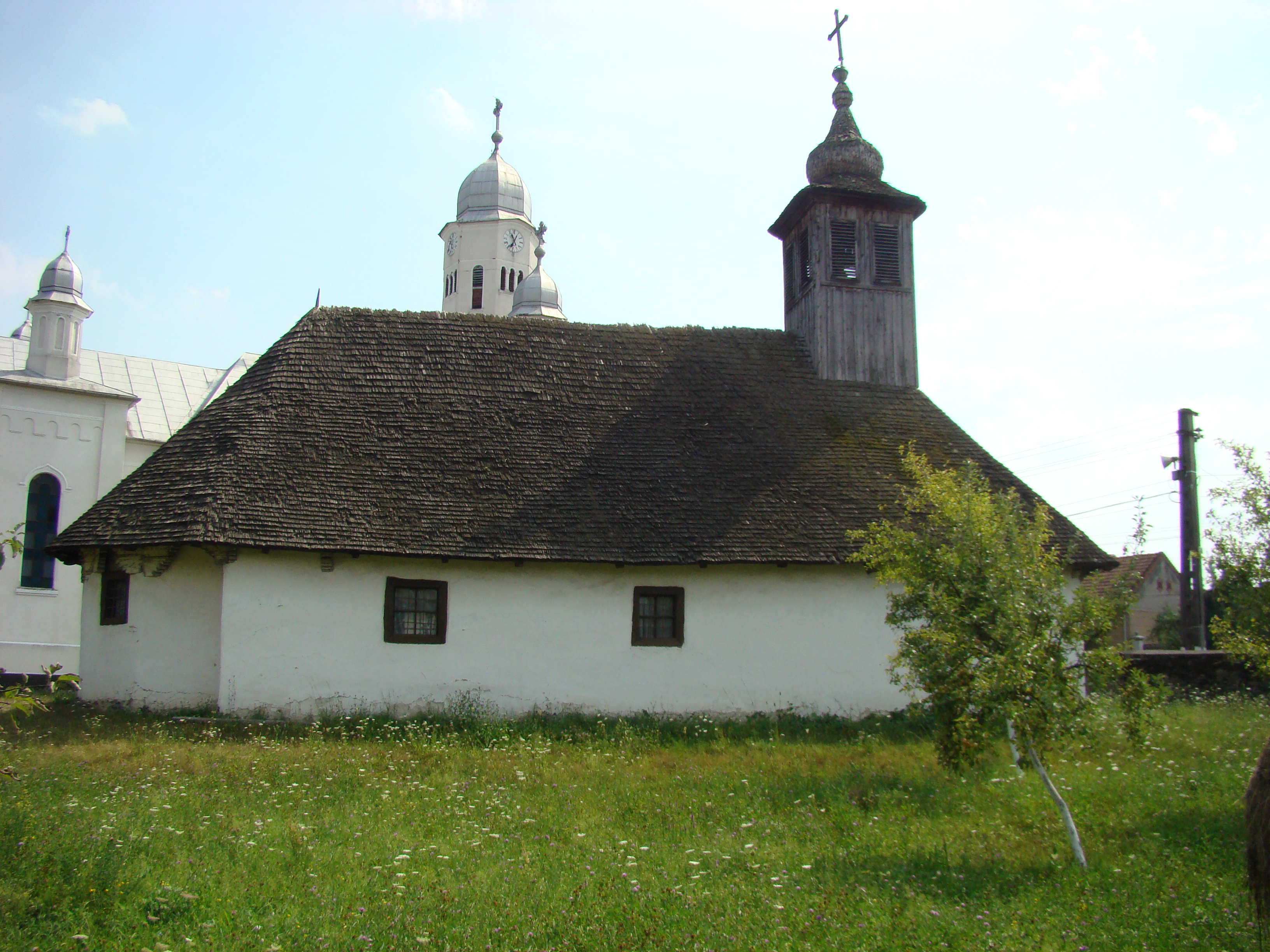
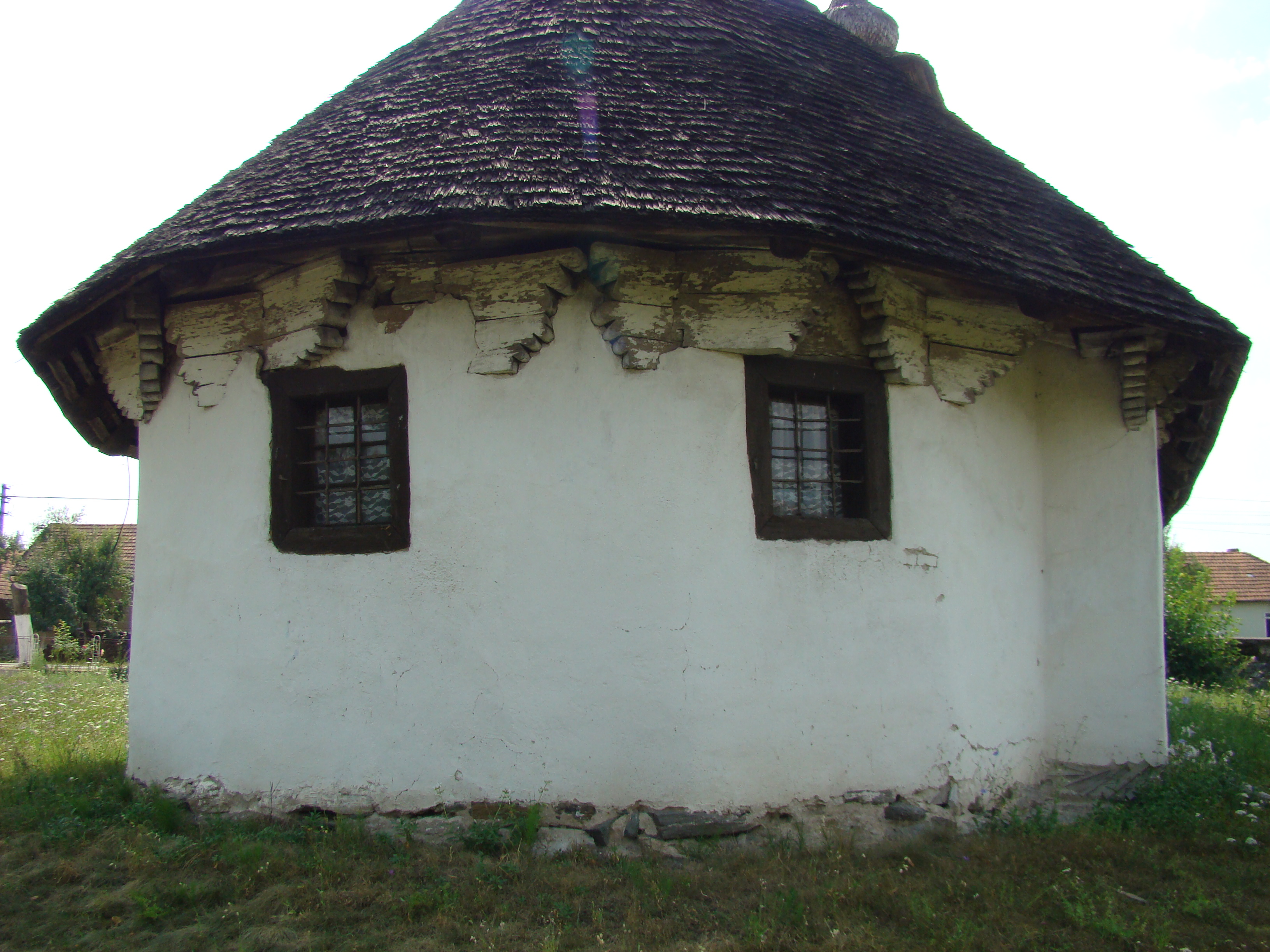
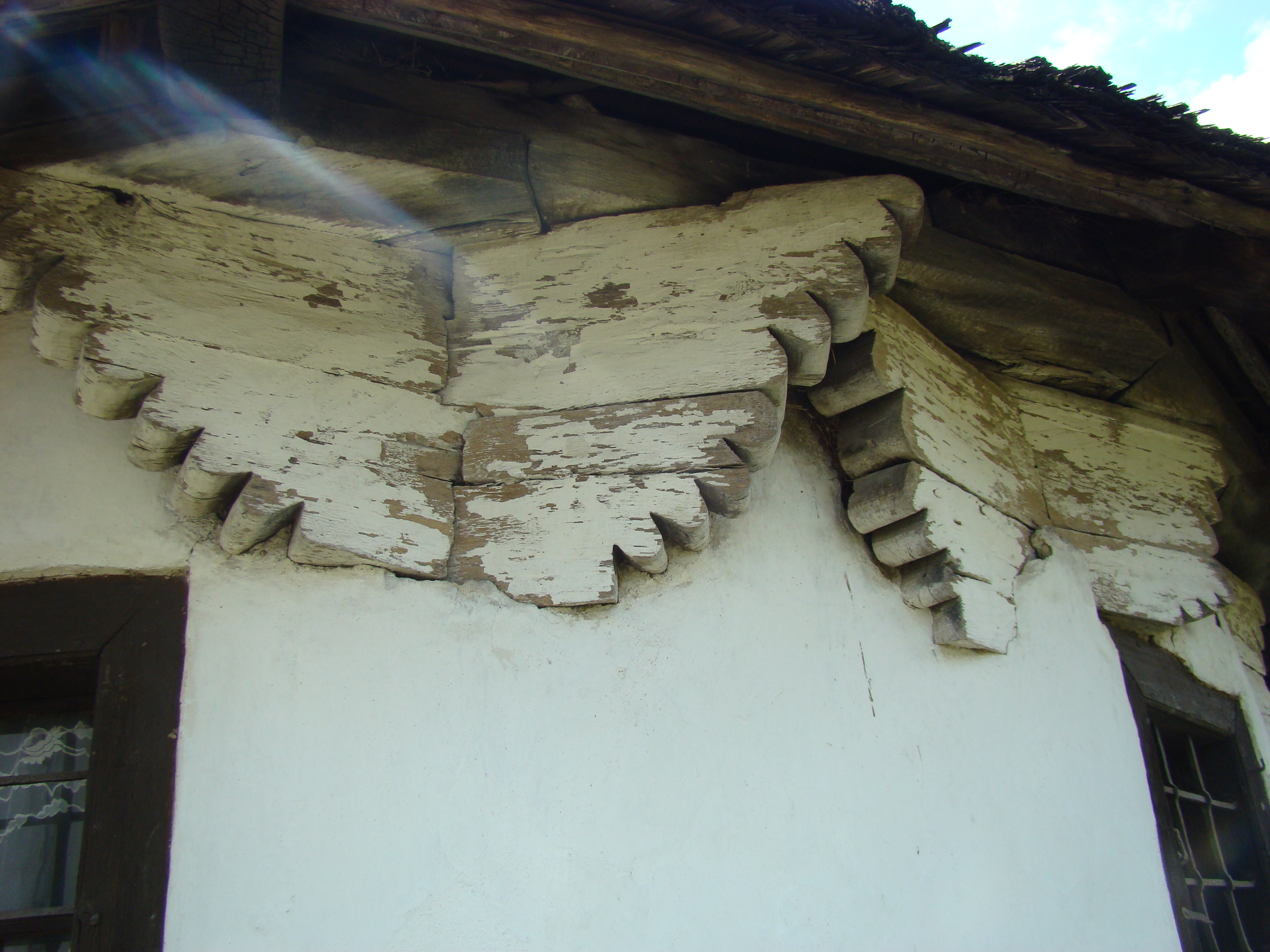
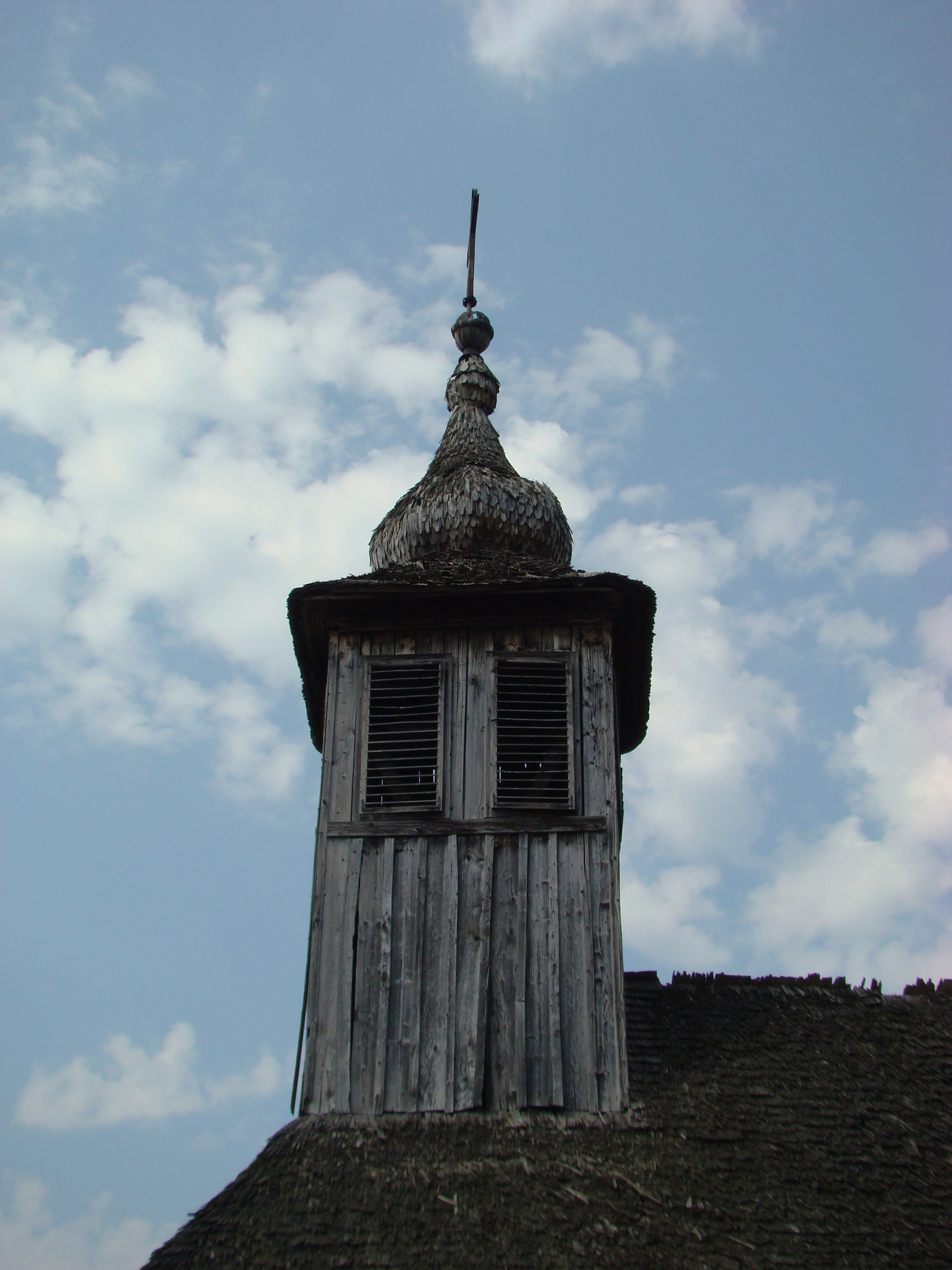
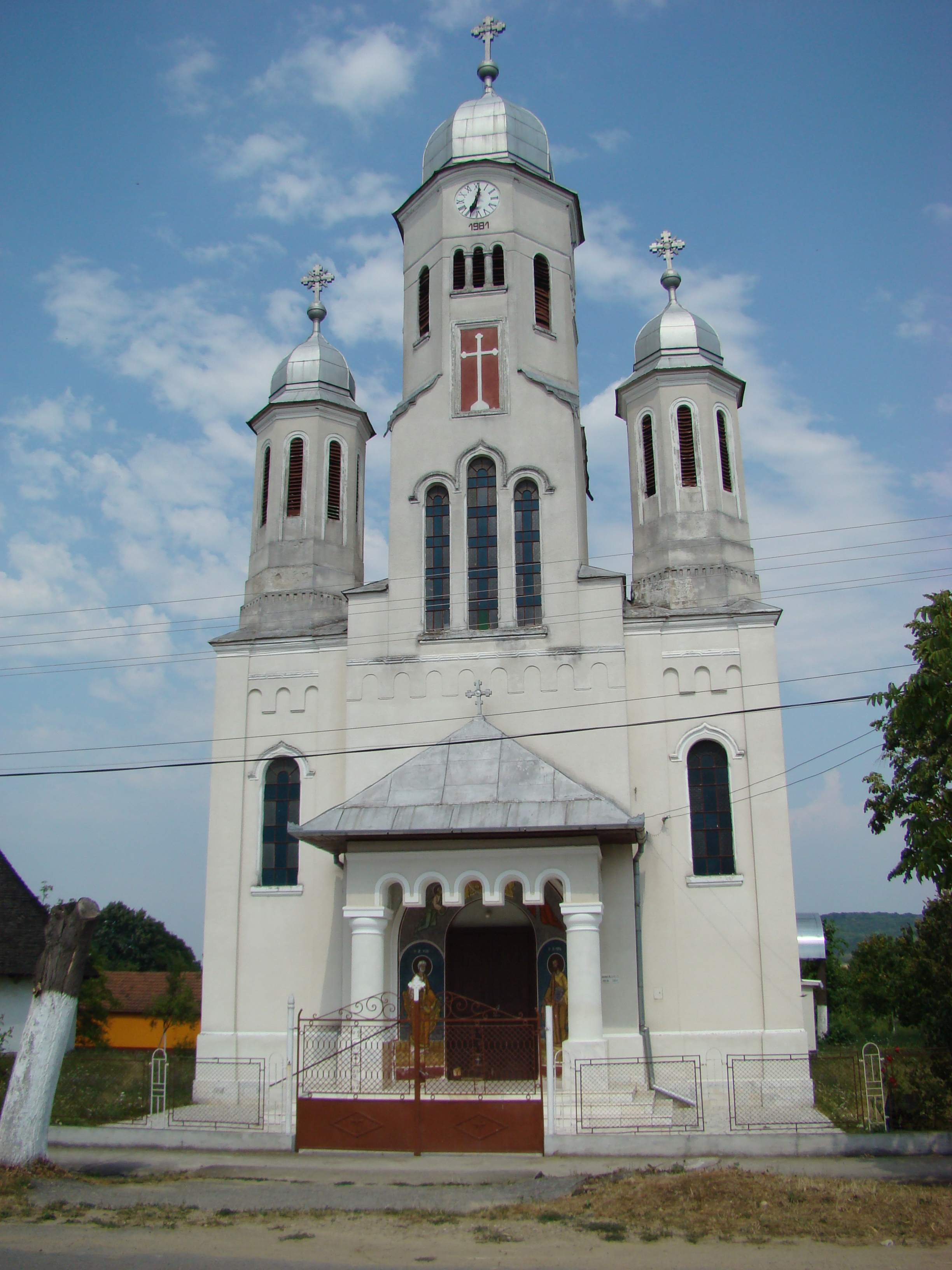
Biserica ortodoxă nouă, construită în 1934